# Férfi 4 × 400 méteres váltófutás a 2020. évi nyári olimpiai játékokon
A 2020. évi nyári olimpiai játékokon az atlétika férfi 4 × 400 méteres váltófutás versenyszámát 2021. augusztus 6–7. között rendezték a tokiói olimpiai stadionban. Az aranyérmet az Egyesült Államok csapata nyerte.

## Rekordok
A versenyt megelőzően a következő rekordok voltak érvényben:
| Világrekord     | Egyesült Államok (USA) · Andrew Valmon, Quincy Watts, Butch Reynolds, Michael Johnson  | 2:54,29 | Stuttgart, Németország | 1993. augusztus 22. |
| Olimpiai rekord | Egyesült Államok (USA) · LaShawn Merritt, Angelo Taylor, David Neville, Jeremy Wariner | 2:55,39 | Peking, Kína           | 2008. augusztus 23. |

## Eredmények
Az időeredmények perc:másodpercben értendők. A rövidítések jelentése a következő:
| - WR: világrekord - WL: a szezon legjobb ideje a világon - OR: olimpiai rekord - AR: kontinens rekord - NR: országos rekord | - PB: egyéni legjobb eredménye - SB: 2021-ben az addigi legjobb eredménye - DNS: nem indult a futamon - DNF: nem ért célba |

### Előfutamok
Minden előfutam első három helyezettje automatikusan a döntőbe jutott. Az összesített eredmények alapján további két csapat jutott a döntőbe.
1. előfutam
| H  | Pálya | Nemzet                   | Versenyzők                                                         | Reakcióidő | E       | Mj    |
| -- | ----- | ------------------------ | ------------------------------------------------------------------ | ---------- | ------- | ----- |
| 1. | 7     | Egyesült Államok (USA)   | Trevor Stewart, Randolph Ross, Bryce Deadmon, Vernon Norwood       | 0,180      | 2:57,77 | Q, SB |
| 2. | 9     | Botswana (BOT)           | Isaac Makwala, Baboloki Thebe, Zibane Ngozi, Bayapo Ndori          | 0,200      | 2:58,33 | Q, AR |
| 3. | 3     | Trinidad és Tobago (TTO) | Deon Lendore, Jereem Richards, Machel Cedenio, Dwight St, Hillaire | 0,193      | 2:58,60 | Q, SB |
| 4. | 4     | Olaszország (ITA)        | Alessandro Sibilio, Vladimir Aceti, Edoardo Scotti, Davide Re      | 0,144      | 2:58,91 | q, NR |
| 5. | 2     | Hollandia (NED)          | Jochem Dobber, Terrence Agard, Tony van Diepen, Ramsey Angela      | 0,178      | 2:59,06 | q, NR |
| 6. | 5     | Nagy-Britannia (GBR)     | Cameron Chalmers, Joe Brier, Lee Thompson, Michael Ohioze          | 0,245      | 3:03,29 | SB    |
| 7. | 6     | Csehország (CZE)         | Patrik Šorm, Pavel Maslák, Michal Desenský, Vít Müller             | 0,169      | 3:03,61 |       |
| 8. | 8     | Németország (GER)        | Marvin Schlegel, Luke Campbell, Jean Paul Bredau, Manuel Sanders   | 0,197      | 3:03,62 |       |

2. előfutam
| H  | Pálya | Nemzet                        | Versenyzők                                                             | Reakcióidő | E       | Mj    |
| -- | ----- | ----------------------------- | ---------------------------------------------------------------------- | ---------- | ------- | ----- |
| 1. | 8     | Lengyelország (POL)           | Dariusz Kowaluk, Karol Zalewski, Jakub Krzewina, Kajetan Duszyński     | 0,160      | 2:58,55 | Q, SB |
| 2. | 4     | Jamaica (JAM)                 | Demish Gaye, Jaheel Hyde, Karayme Bartley, Nathon Allen                | 0,188      | 2:59,29 | Q, SB |
| 3. | 6     | Belgium (BEL)                 | Alexander Doom, Jonathan Sacoor, Dylan Borlée, Jonathan Borlée         | 0,148      | 2:59,37 | Q, SB |
| 4. | 2     | India (IND)                   | Muhammed Anas, Noah Nirmal Tom, Arokia Rajiv, Amoj Jacob               | 0,138      | 3:00,25 | AR    |
| 5. | 7     | Japán (JPN)                   | Itó Rikuja, Kavabata Kaitó, Szató Kentaró, Szuzuki Aoto                | 0,143      | 3:00,76 | =NR   |
| 6. | 5     | Franciaország (FRA)           | Thomas Jordier, Muhammad Abdallah Kounta, Ludovic Ouceni, Gilles Biron | 0,166      | 3:00,81 |       |
| 7. | 9     | Dél-afrikai Köztársaság (RSA) | Lythe Pillay, Zakithi Nene, Ranti Dikgale, Thapelo Phora               | 0,151      | 3:01,18 | SB    |
| 8. | 3     | Kolumbia (COL)                | Jhon Perlaza, Diego Palomeque, Raúl Mena Pedroza, Jhon Solís           | 0,164      | 3:03,20 | SB    |

### Döntő
| H     | Pálya | Nemzet                   | Versenyzők                                                             | Reakcióidő | E       | Mj |
| ----- | ----- | ------------------------ | ---------------------------------------------------------------------- | ---------- | ------- | -- |
| Arany | 4     | Egyesült Államok (USA)   | Michael Cherry, Michael Norman, Bryce Deadmon, Rai Benjamin            | 0,185      | 2:55,70 | SB |
| Ezüst | 2     | Hollandia (NED)          | Liemarvin Bonevacia, Terrence Agard, Tony van Diepen, Ramsey Angela    | 0,176      | 2:57,18 | NR |
| Bronz | 7     | Botswana (BOT)           | Isaac Makwala, Baboloki Thebe, Zibane Ngozi, Bayapo Ndori              | 0,212      | 2:57,27 | AR |
| 4.    | 9     | Belgium (BEL)            | Alexander Doom, Jonathan Sacoor, Dylan Borlée, Kévin Borlée            | 0,149      | 2:57,88 | NR |
| 5.    | 6     | Lengyelország (POL)      | Dariusz Kowaluk, Karol Zalewski, Mateusz Rzeźniczak, Kajetan Duszyński | 0,157      | 2:58,46 | SB |
| 6.    | 5     | Jamaica (JAM)            | Demish Gaye, Christopher Taylor, Jaheel Hyde, Nathon Allen             | 0,195      | 2:58,76 | SB |
| 7.    | 3     | Olaszország (ITA)        | Davide Re, Vladimir Aceti, Edoardo Scotti, Alessandro Sibilio          | 0,161      | 2:58,81 | NR |
| 8.    | 8     | Trinidad és Tobago (TTO) | Deon Lendore, Jereem Richards, Dwight St, Hillaire, Machel Cedenio     | 0,179      | 3:00,85 |    |